# Fatua Corona
La Fatua Corona è una corona sulla superficie di Venere.